# Галатасарай (баскетбольный клуб)
«Галатасарай» (Galatasaray S.K.) — турецкий баскетбольный клуб, входящий в состав спортивного общества «Галатасарай» (Стамбул) .

## История
Основатель команды Ахмет Робенсон (Ahmet Robenson), преподаватель Галатасарайского лицея, создал первую в Турции баскетбольную команду в 1911 году. Будучи позже одним из президентов спортивного общества Галатасарай, он постарался сделать этот вид спорта популярным в стране.

## Титулы
- Чемпион Турции: 1947, 1948, 1949, 1950, 1953, 1955, 1956, 1960, 1963, 1964, 1966, 1969, 1985, 1986, 1990, 2013
- Обладатель Кубка Турции: 1970, 1995

## Сезоны
| Сезон   | Лига | Уровень | Рег.Чемп. | Плей-Офф  | Еврокубки              |
| ------- | ---- | ------- | --------- | --------- | ---------------------- |
| 2010-11 | ТБЛ  | 1       | 3         | Финалист  | 2-й гр.этап Еврокубка  |
| 2011-12 | ТБЛ  | 1       | 1         | Полуфинал | 2-й гр.этап Евролиги   |
| 2012-13 | ТБЛ  | 1       | 1         | Чемпион   | Топ-16 Еврокубка       |
| 2013-14 | ТБЛ  | 1       | 4         | Финалист  | Четвертьфинал Евролиги |

## Капитаны команды
- 2010—2011 —  /  Эрмал Куко
- 2011—2012 —  Халук Йылдырым
- 2012—2013 —  Эндер Арслан
- 2013—2015 —  Карлос Арройо
- 2015—2017 —  Синан Гюлер
- 2017—н.в. —  Гёксенин Кёксал